# Maud av Savojen
Mafalda (Mathilde) av Savojen, född 1125, död 1158, var en portugisisk drottning; gift med kung Alfons I av Portugal. 

## Biografi
Hon var dotter till greve Amadeus III av Savojen och Matilda av Albon. 
Giftermålet ägde rum 1143. Orsaken till äktenskapet är okänd. Det förmodas att Alfons ville hävda den nya staten Portugals självständighet genom att vända sig utanför Pyreneiska halvön, och som ett tecken på reconquistan i Portugal, eftersom hennes far var känd som korsfarare, och att det hade rekommenderats av påvens sändebud. 
Mafaldas närvaro i Portugal registreras första gången den 23 maj 1146, när hon tillsammans med sin make bekräftade en donation av sin svärmor, Teresa till Clunyorden. Hon var cisterciensordens beskyddare och grundade klostret i Guimarães och ett vandrarhem för pilgrimer, ett hospital och ett kapell i Canaveses. 
Den samtida engelska medeltidshistorikern Walter Map hävdade i sitt verk De nugis curialium att "kungen av Portugal som nu lever", dvs Alfonso I, hade blivit övertalad av dåliga rådgivare att döda sin gravida fru på grund av svartsjuka. Det finns dock ingen annan källa som bekräftar denna historia. Mafalda dog förmodligen i barnsäng.